# Poliosia normalis
Poliosia normalis là một loài bướm đêm thuộc phân họ Arctiinae, họ Erebidae.